# Большое Мурашкино
Большо́е Мура́шкино — рабочий посёлок (посёлок городского типа) в Нижегородской области России.
Административный центр Большемурашкинского района, в составе которого представляет собой административно-территориальное образование (рабочий посёлок) и одноимённое муниципальное образование рабочий посёлок Большое Мурашкино со статусом городского поселения как единственный его населённый пункт.
Население — 5577 чел. (2021).
Расположено в 90 км к юго-востоку от Нижнего Новгорода на реке Сундовике, на автодороге Р162 Работки — Порецкое.
Посёлок входит в Перечень исторических городов России.

## История

Рублёвый пруд

Считается, что наиболее раннее упоминание о Мурашкине имеется в списке Нижегородского летописца, хранящемся в фондах Нижегородского государственного историко-архитектурного музея-заповедника, в числе селений, купленных торговым гостем Тарасом Петровичем Новосильцевым у нижегородского великого князя Дмитрия Константиновича в 1377 году. Тем не менее в документе речь идёт о селе Мунарь (Мунари) — на р. Мунарке, правом притоке Сундовика. Первое упоминание Мурашкинской волости и дороги содержится в Нижегородских отдельных и отказных книгах 1596 года. Собственно описание села Мурашкино приводится лишь в писцовой книге 1624—1626 годов. Впоследствии в XVII веке считалось городом, сохранились следы укреплений.
Устное народное предание рассказывает о том, что Большое Мурашкино было основано мордовским князем Мурашом, от имени которого и получило своё название село. По той же легенде основатель селения Большой Мураш воевал с другим мордовским князем Малым Мурашом и для того, чтобы обезопасить себя от нападений беспокойного соседа, построил здесь крепость с двумя земляными башнями. Легенда также рассказывает о том, что при строительстве крепости необходимо было зарыть под основание сооружения какое-либо живое существо, первое подошедшее к месту постройки, так как считалось, что крепким и неприступным могло быть только сооружение, построенное на крови. К собравшимся строителям одновременно с двух сторон подошли девушка и бык. Легенда рассказывает, что после короткого совета строители закопали их обоих под основание башни.
Торгово-кустарное село специализировалось на шубном, кожевенном и валяльном производствах, также в нём отливали колокольчики.

## Население
| 1959  | 1970  | 1979  | 1989  | 1999  | 2002  | 2008  | 2009  | 2010  |
| ----- | ----- | ----- | ----- | ----- | ----- | ----- | ----- | ----- |
| 4850  | ↗6335 | ↗6845 | ↘6728 | ↘6669 | ↘6377 | ↘5877 | ↘5774 | ↘5554 |
| 2011  | 2012  | 2013  | 2014  | 2015  | 2016  | 2017  | 2018  | 2019  |
| ↘5518 | ↘5514 | ↘5392 | ↗5403 | ↘5381 | ↘5222 | ↘5080 | ↘5018 | ↗5021 |
| 2020  | 2021  |       |       |       |       |       |       |       |
| ↘4984 | ↗5577 |       |       |       |       |       |       |       |

## Экономика
До 2005 года работала меховая фабрика. В настоящее время меховая фабрика обанкрочена и выставлена на торги. Работают швейная фабрика, хлебный завод, также построен и функционирует свинокомплекс ООО «ННПП-2» на 180 тысяч голов. С 2010—2011 годов интенсивно восстанавливается земледелие.

## Транспорт
- В советское время до Горького регулярно летали самолёты Ан-2, в настоящее время аэродром[24] заброшен.
- Посёлок связан автобусными маршрутами с Нижним Новгородом и близлежащими населёнными пунктами.
- Через Большое Мурашкино проходит автодорога Р162 Работки — Порецкое.

## Религия
До революции 1917 года в посёлке было 11 церквей. Сейчас существуют лишь две действующие и одна полуразрушенная.
Большое Мурашкино представляет собой один из главных центров старообрядчества. Ежегодно в июле здесь проходит старообрядческий крестный ход.

## Достопримечательности

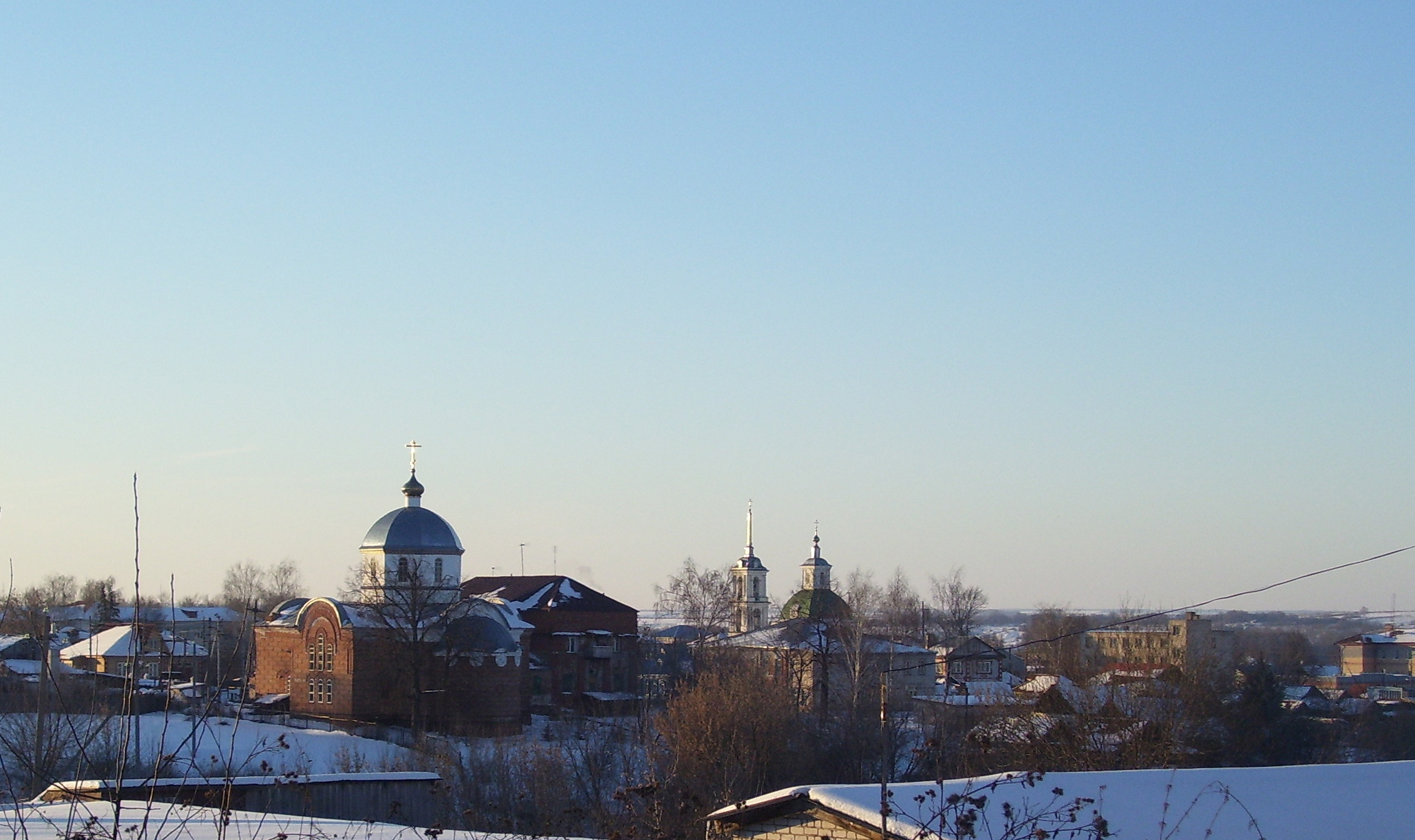
Большое Мурашкино: Панорама посёлка

В посёлке функционирует музей.

Достопримечательности посёлка
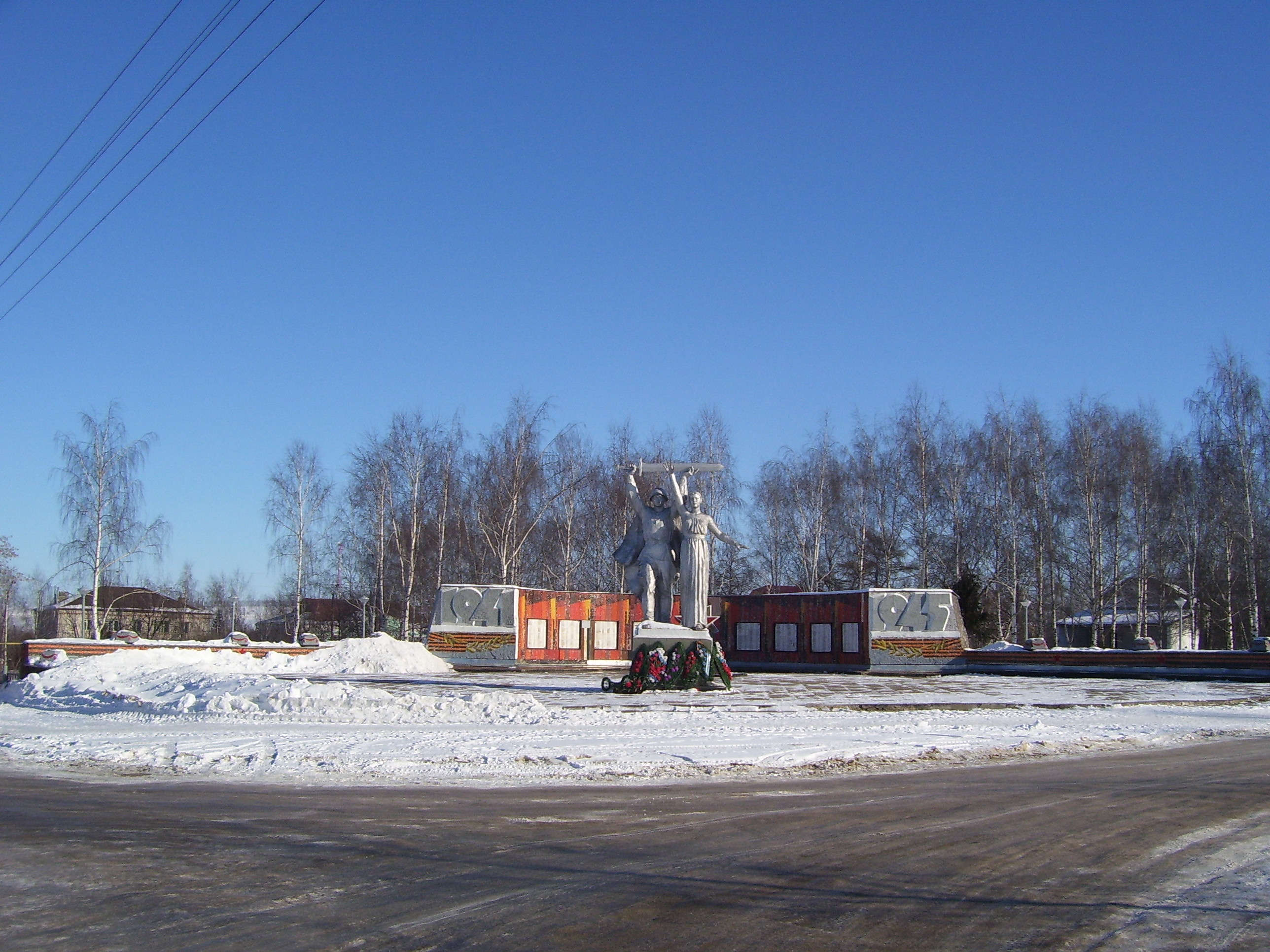
Мемориал Великой Отечественной войны
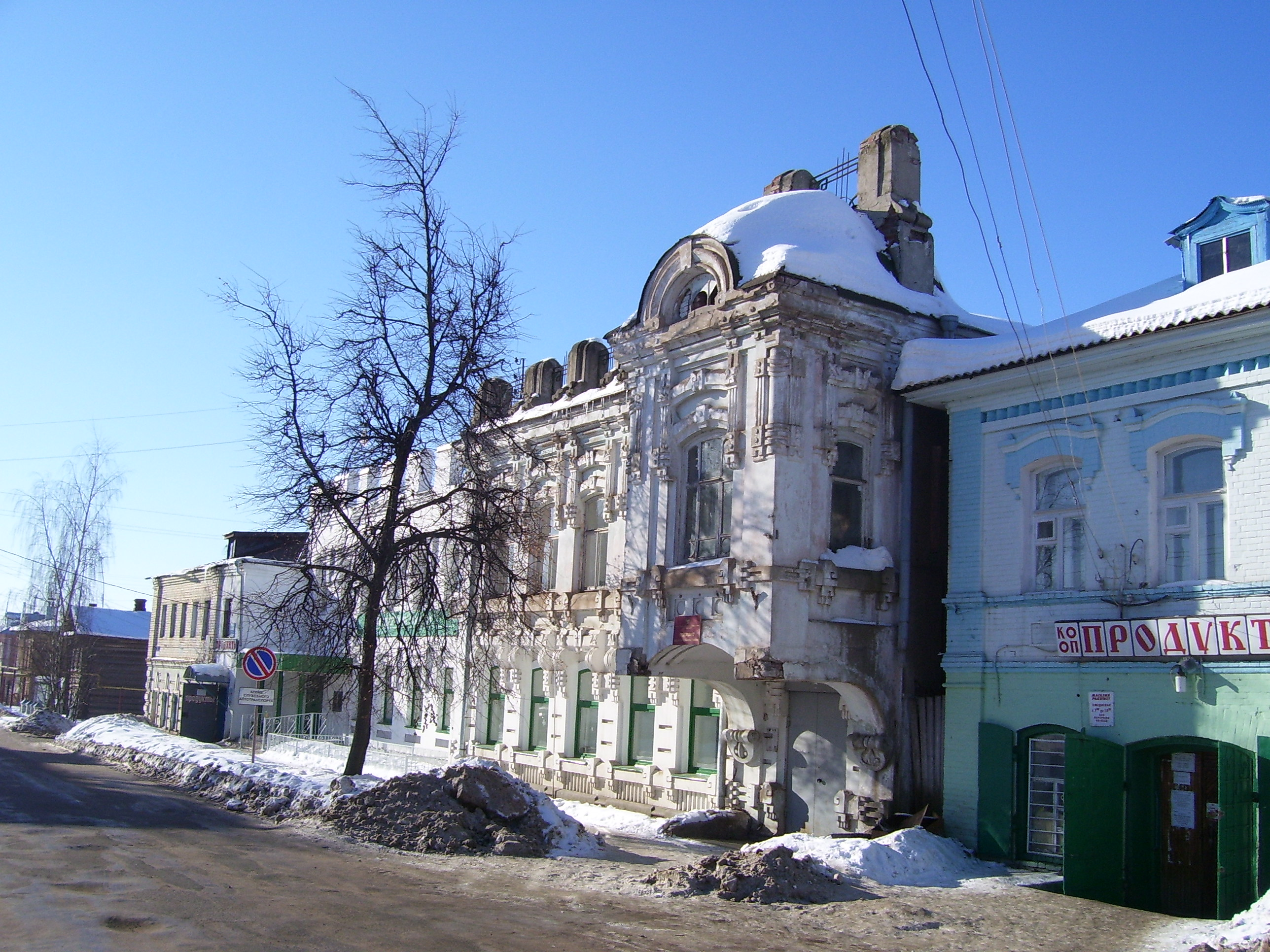
Дом С. С. Панышева, начало XX века (ул. Свободы, 93)
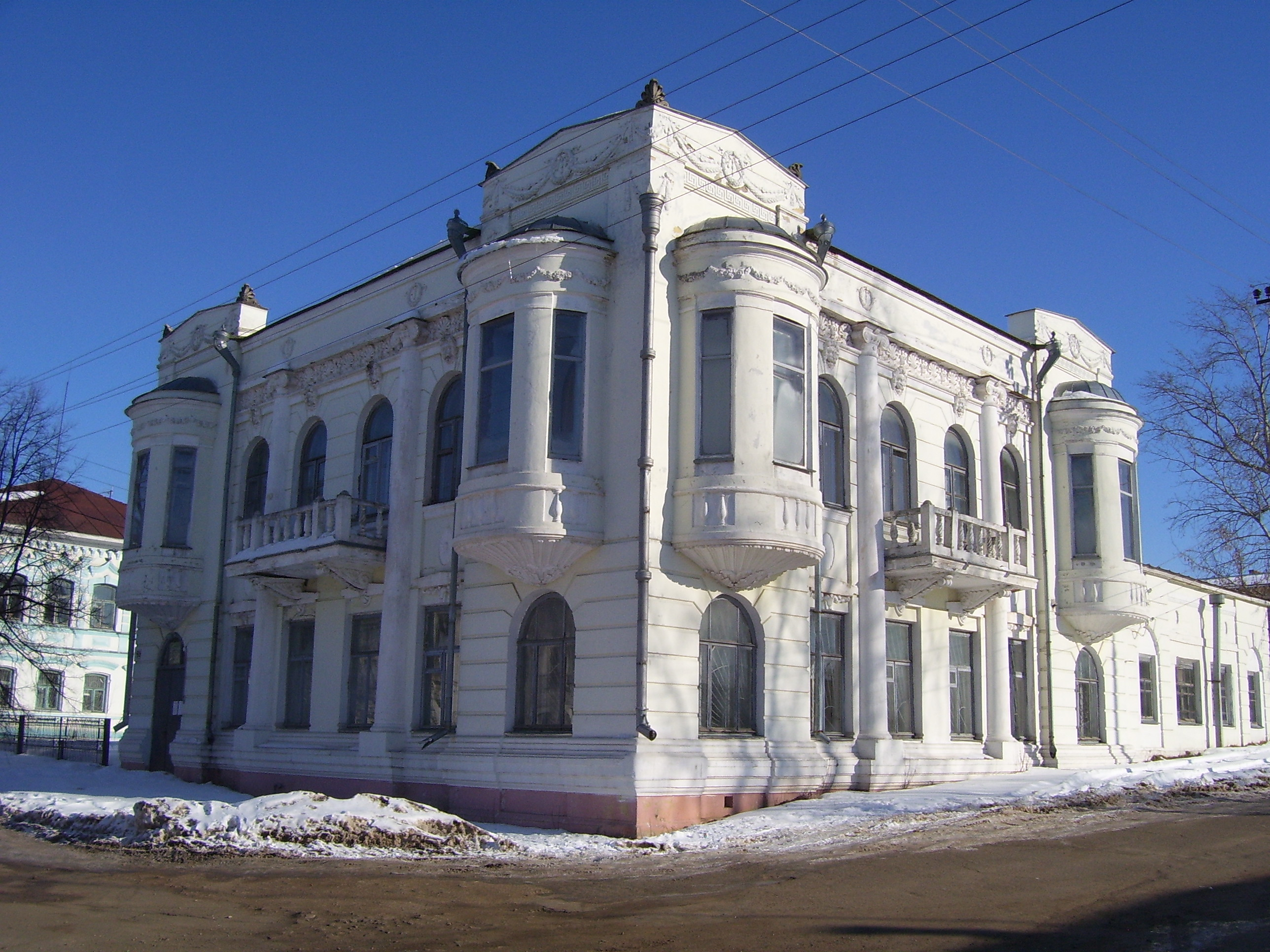
Дом братьев А. И. и В. И. Моневых, 1915 год (ул. Свободы, 90)
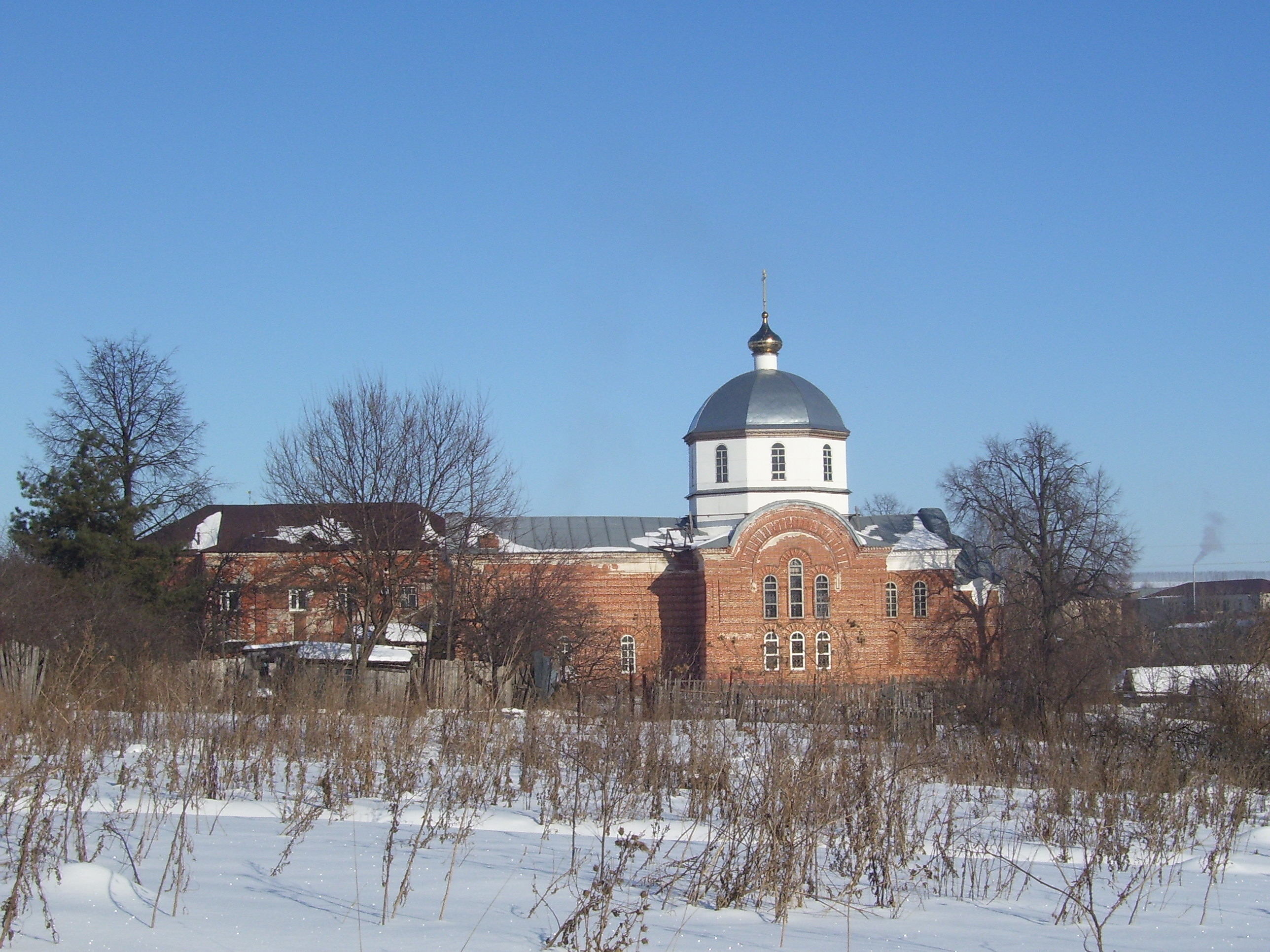
Никольская единоверческая церковь (ныне Храм Священномученика и Исповедника Аввакума РПСЦ), 1881—1885 годы (пер. Первого Мая)
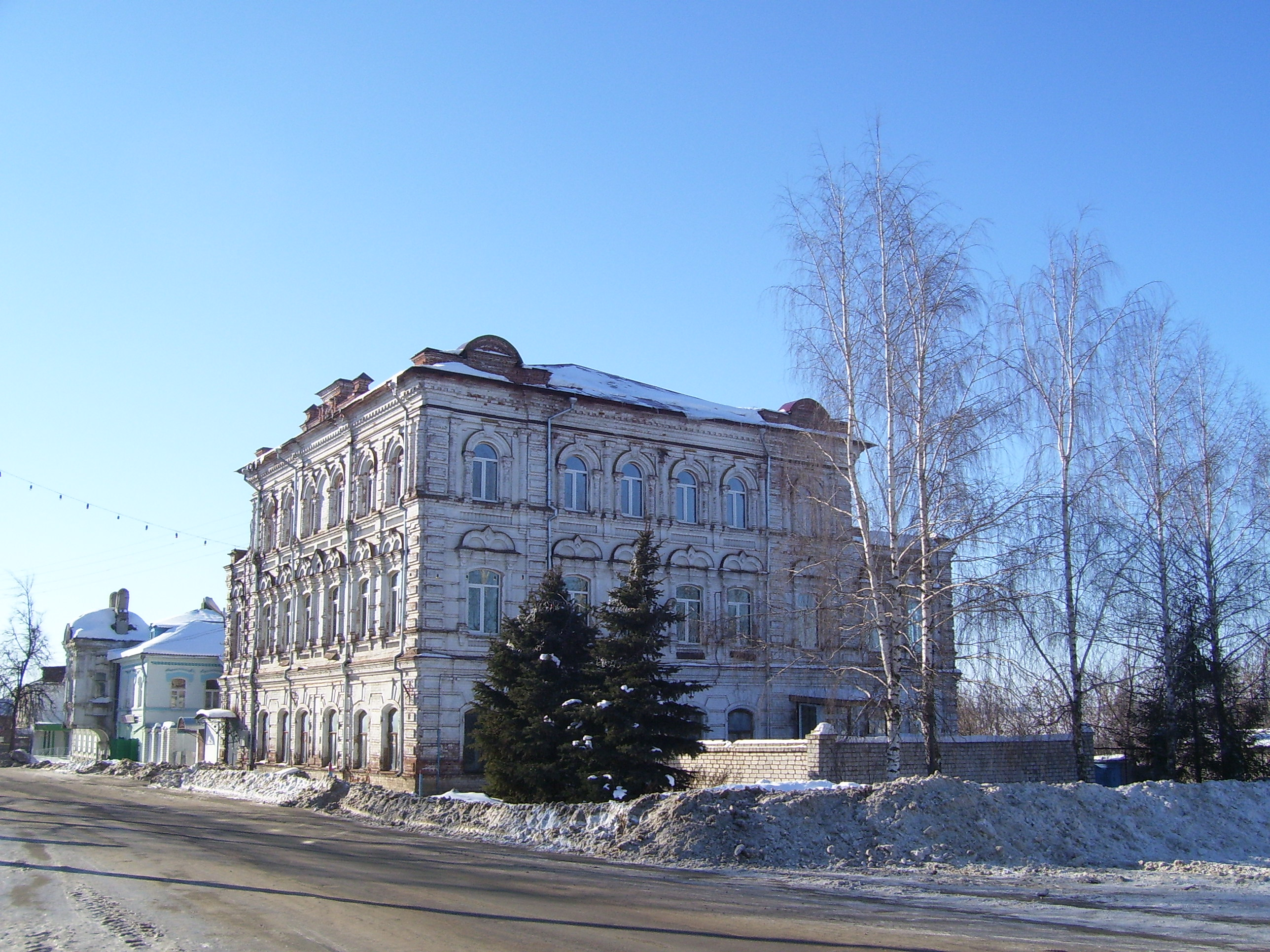
Дом И. С. Панышева, около 1910 года (ул. Свободы, 89)

## Знаменитые уроженцы
- Александр Григорьевич Дементьев (1904—1986) — русский советский литературовед, критик, редактор.
- Николай Николаевич Сажин (1828—1887) — бывший крепостной художника графа А. С. Уварова, отец муромского фотографа Н. Н. Сажина.